# Rudolf von Bünau
Rudolf von Bünau, nemški general, * 19. avgust 1890, † 14. januar 1962.